# 63-й Берлинский международный кинофестиваль
63-й Берлинский международный кинофестиваль прошёл с 7 февраля по 17 февраля 2013 года. Жюри основной конкурсной программы возглавлял гонконгский кинорежиссёр Вонг Карвай. Киносмотр открылся биографическим фильмом его авторства «Великий мастер».
Россия в основной конкурсной программе кинофестиваля была представлена фильмом Бориса Хлебникова «Долгая счастливая жизнь». Кроме того, в программу «Форум» была приглашена лента Светланы Басковой «За Маркса…», в программу GenerationKplus (кино для детей и подростков) — фильм Евы Перволовичи «Маруся» (российско-французская копродукция) и две короткометражки («Зима пришла» Василия Шишкова и «Крот на море» Анны Кадыковой).

## Жюри

### Основной конкурс
- Вонг Карвай, кинорежиссёр и сценарист () — председатель
- Тим Роббинс, актёр ( США)
- Сюзанна Бир, кинорежиссёр, сценарист и продюсер ( Дания)
- Андреас Дрезен, кинорежиссёр ( Германия)
- Эллен Курас, кинооператор ( США)
- Афина Рахель Цангари, продюсер ( Греция)
- Ширин Нешат, фотохудожник и кинорежиссёр ( Иран)

## Конкурсная программа

### Основной конкурс
| Название                         | Оригинальное название                     | Режиссёр                       | Страна                                    |
| -------------------------------- | ----------------------------------------- | ------------------------------ | ----------------------------------------- |
| Вик и Фло увидели медведя        | Vic et Flo ont vu un ours                 | Дени Коте                      | Канада                                    |
| Влюбиться до смерти              | The Necessary Death of Charlie Countryman | Фредрик Бонд                   | США                                       |
| Во имя...                        | W imie…                                   | Малгожата Шумовская            | Польша                                    |
| За сигаретами                    | Elle s’en va                              | Эмманюэль Берко                | Франция                                   |
| Глория                           | Gloria                                    | Себастьян Лелио                | Чили · Испания                            |
| Долгая счастливая жизнь          |                                           | Борис Хлебников                | Россия                                    |
| Закрытый занавес                 | Parde                                     | Джафар Панахи Камбузья Партови | Иран                                      |
| Земля обетованная                | Promised Land                             | Гас Ван Сент                   | США                                       |
| Золото                           | Gold                                      | Томас Арслан                   | Германия                                  |
| Камилла Клодель, 1915            | Camille Claudel, 1915                     | Брюно Дюмон                    | Франция                                   |
| Монахиня                         | La religieuse                             | Гийом Никлу                    | Франция · Германия · Бельгия              |
| Побочный эффект                  | Side Effects                              | Стивен Содерберг               | США                                       |
| Властелин разметки               | Prince Avalanche                          | Дэвид Гордон Грин              | США                                       |
| Поза ребёнка                     | Pozitia copilului                         | Калин Питер Нецер              | Румыния                                   |
| Рай: Надежда                     | Paradies: Hoffnung                        | Ульрих Зайдль                  | Австрия · Франция · Германия              |
| Уроки гармонии                   | Асланның сабақтары                        | Эмир Байгазин                  | Казахстан · Германия                      |
| Хэвон – ничья дочь               | Nugu-ui Ttal-do Anin                      | Хон Сансу                      | Республика Корея                          |
| Эпизод из жизни сборщиков железа | Epizoda u životu berača željeza           | Данис Танович                  | Босния и Герцеговина · Франция · Словения |

## Награды
Основные награды
- «Золотой медведь»:
  - «Поза ребёнка», режиссёр Калин Питер Нецер[5]
- Гран-при жюри («Серебряный медведь»):
  - «Эпизод из жизни сборщиков железа», режиссёр Данис Танович
- Приз Альфреда Бауэра («Серебряный медведь»):
  - «Вик и Фло увидели медведя», режиссёр Дени Коте
- «Серебряный медведь» за лучшую режиссёрскую работу
  - Дэвид Гордон Грин, «Властелин разметки»
- «Серебряный медведь» за лучшую женскую роль
  - Полина Гарсиа, «Глория»
- «Серебряный медведь» за лучшую мужскую роль
  - Назиф Мужич, «Эпизод из жизни сборщиков железа»
- «Серебряный медведь» за лучший сценарий
  - Джафар Панахи, «Закрытый занавес»
- «Серебряный медведь» за выдающиеся художественные достижения
  - Азиз Жамбакиев, «Уроки гармонии»
- Приз Хайнера Кэрола:
  - Ангела Кристлиб, «Голая опера»
- Хрустальный медведь
  - «Ракета», режиссёр Ким Мордонт
- Награда жюри GenerationKplus:
  - Ежи и большой город, режиссёр Эвалдс Лацис[6].